# Annibale Betrone
Annibale Betrone (Turín, Italia; 9 de diciembre de 1883-Roma, Italia; 11 de diciembre de 1950) fue un actor teatral, radiofónico y cinematográfico de nacionalidad italiana. 

## Biografía
Nacido en Turín, Italia, fue una importante figura del teatro italiano de la primera mitad del siglo XX. Al contrario que muchos de sus colegas, no procedía de una familia de artistas, y su padre era sastre. Sin embargo, y apasionado por el teatro, encontró el modo de estudiar interpretación con Domenico Bassi. Su debut se produjo a los 17 años de edad, en 1900, en la compañía teatral de los hermanos Marchetti. Contratado por la compañía de Ermete Novelli, en la que actuó desde 1901 a 1908, paulatinamente fue adquiriendo más responsabilidades como intérprete, hasta llegar a ser primer actor de la formación. Posteriormente pasó un largo período con Virgilio Talli, desde 1909 a 1921, formando junto a Maria Melato y Alberto Giovannini un famoso trío de actores. Más adelante formó su propia compañía, actuando junto a algunas de las más famosas actrices de la época de entreguerras, como Maria Melato, Giannina Chiantoni, Tatiana Pávlova, Emma Gramatica, Paola Borboni, Kiki Palmer, Margherita Bagni, Olga Solbelli y Anna Magnani, entre otras. En 1940 actuó junto a Maria Letitia Celli y Angelo Calabrese, pero el inicio de la Segunda Guerra Mundial, y los años posteriores a la misma, vieron reducida su actividad teatral.
Actor de fuerte temperamento dramático, a veces explosivo, tuvo un repertorio muy variado, alcanzando gran fama con obras como Il beffardo, de Nino Berrini, y Glauco, de Ercole Luigi Morselli. También trabajó en Anfissa, de Leonid Andréiev, y en La sonata a Kreutzer, de François Nozières a partir de León Tolstói. Fue Bruneri-Canella en L'uomo n. 15, de E. Wool, y también representó a Rosso di San Secondo (Il delirio dell'oste Bassà) y a Diego Fabbri con Inquisizione, la última obra teatral en la que actuó. 
Betrone fue un actor cinematográfico muy activo, debutando en 1916 con el film mudo Tigrana, de Edouard Micheroux de Dillon. Pero hubo de esperar a 1933 para conseguir el éxito de la crítica y del público,  cuando, en los inicios del cine sonoro, interpretó a Víctor Manuel II de Italia en el largometraje Villafranca, de Giovacchino Forzano. Más adelante fue admirado por su actuación en Piccolo mondo antico, de Mario Soldati (1941, rivalizando con Ada Dondini), y en Nessuno torna indietro, de Alessandro Blasetti (1943). 
El 20 de febrero de 1912 se casó con la actriz Elvira Betrone, con la que trabajó en varias películas y obras teatrales. Su hijo fue el director y guionista Cino Betrone, teniente caído en combate en 1941, y a cuya memoria se dedicó el film Quelli della montagna, del cual Cino tuvo la idea del guion, y que interpretó su padre.
En los años posteriores a la guerra, trabajó de manera esporádica, aunque fue activo como actor radiofónico. Annibale Betrone falleció en 1950 en Roma, Italia.

## Teatro
- Vestire gli ignudi, de Luigi Pirandello, con Maria Melato. Teatro Quirino, de Roma. (14 de noviembre de 1922).
- Nessuno ha visto, de Anthony Armstrong y Henry Simpson, dirección de Annibale Betrone, con Anna Magnani, Annibale Betrone y Salvo Randone. Teatro Eliseo de Roma (22 de julio de 1938).
- Il sorprendente dottor Klitter, de Barré Lyndon, dirección de Annibale Betrone, con Anna Magnani, Annibale Betrone, Salvo Randone y Sandro De Macchi. Teatro Eliseo de Roma (26 de julio de 1938).
- Metropoli, de Alessandro De Stefani, dirección de Annibale Betrone, con Anna Magnani, Annibale Betrone y Salvo Randone. Teatro Eliseo de Roma (4 de agosto de 1938).
- Palcoscenico, de Geoffry G. Ames, dirección de Annibale Betrone, con Anna Magnani, Annibale Betrone, Salvo Randone y Sandro De Macchi. Teatro Eliseo de Roma (18 de agosto de 1938).
- La rappresentazione di Santa Uliva, de Anónimo Florentino del siglo XIV, dirección de Gualtiero Tumiati y Beryl Tumiati, con Tullio Carminati, Anna Proclemer, Annibale Betrone y Angelo Calabrese. Cortile della Sapienza de Roma (31 de agosto de 1944).
- Rabagas, de Victorien Sardou, dirección de Ruggero Ruggeri, con Ruggero Ruggeri, Evi Maltagliati, Anna Proclemer y Luigi Cimara. Teatro Quirino de Roma (3 de febrero de 1945).
- La luna è tramontata, de John Steinbeck, dirección de Vito Pandolfi, con Annibale Betrone, Mario Gallina, Attilio Ortolani y Luigi Gatti. Roma, Teatro Quirino, (15 de febrero de 1945).

## Radio
- L'albergo dei poveri, de Máximo Gorki, con Ruggero Ruggeri, Diana Torrieri y Emilia Corti; dirección de Enzo Ferrieri, 20 de junio de 1946.

## Selección de su filmografía
- Camicia nera, de Giovacchino Forzano  (1933).
- Villafranca, de Giovacchino Forzano (1934).
- Il grande silenzio, de Giovanni Zannini (1936).
- Piccolo alpino, de Oreste Biancoli (1940).
- La fuggitiva, de Piero Ballerini (1941).
- Teresa Venerdì, de Vittorio De Sica (1941).
- Piccolo mondo antico, de Mario Soldati (1941).
- Fedora, de Camillo Mastrocinque (1942).
- La Gorgona, de Guido Brignone (1942).
- La maestrina, de Giorgio Bianchi (1942).
- Acque di primavera, de Nunzio Malasomma (1942).
- La principessa del sogno, de Roberto Savarese y Maria Teresa Ricci (1942).
- Gioco pericoloso, de Nunzio Malasomma (1942).
- Noi vivi, de Goffredo Alessandrini (1942).
- Quarta pagina, de Nicola Manzari (1942).
- Capitan Tempesta, de Corrado D'Errico (1942).
- Il leone di Damasco, de Corrado D'Errico (1942).
- Nessuno torna indietro, de Alessandro Blasetti (1943).
- Quelli della montagna, de Aldo Vergano (1943).
- Sant'Elena, piccola isola, de Umberto Scarpelli y Renato Simoni (1943).
- Piruetas juveniles, de Giancarlo Cappelli y Salvio Valenti (1944).
- Il mondo vuole così, de Giorgio Bianchi (1946).
- Uno tra la folla, de Ennio Cerlesi (1946).
- L'isola di Montecristo, de Mario Sequi (1948).
- Fabiola, de Alessandro Blasetti (1949).
- Duello senza onore, de Camillo Mastrocinque (1949).
- Tormento, de Raffaello Matarazzo (1950).
- Gli ultimi giorni di Pompei, de Marcel L'Herbier y Paolo Moffa (1950).